# Kazimierz Siemienowicz
Kazimierz Siemienowicz herbu Ostoja (ur. ok. 1600 niedaleko Rosieni na Żmudzi, zm. po 1651) – inżynier wojskowy, teoretyk artylerii.

## Pochodzenie i przynależność etniczna
Pochodzenie Siemienowicza i jego przynależność etniczna stanowi przedmiot sporu w historiografii polskiej, litewskiej i białoruskiej. Według naukowców litewskich Siemienowicz urodził się niedaleko miejscowości Rosienie na Żmudzi w rodzinie ubogiego szlachcica herbu Ostoja.
Siemienowicz mówił o sobie jako o szlachcicu litewskim. Historiografia polska zalicza go do spolonizowanej szlachty i określa jako inżyniera polskiego. Natomiast według historyków białoruskich pochodził on z drobnych książąt ruskich Siemienowiczów, rodząc się niedaleko Dubrouny na ziemi witebskiej. Niektóre słowa w leksyce Siemienowicza potwierdzają tę tezę. Wskazuje się także, że nie ma źródeł co do przynależności nazwiska Siemienowicz do herbu Ostoja, być może Kazimierz Siemienowicz kupił prawo do wydrukowania herbu w swoim dziele celem przysporzenia mu popularności. Możliwe jest także, że z tego powodu pomijał w swojej książce miejsce swojego pochodzenia. Historiografia białoruska lat 20. XX wieku pojęcie Litwina - w odniesieniu do okresu istnienia Rzeczypospolitej Obojga Narodów - interpretowała w znaczeniu przynależności politycznej, a nie etnicznej, więc uważa się, że Siemienowicz, nazywając siebie Litwinem, miał na myśli pochodzenie z obszaru Wielkiego Księstwa Litewskiego. Podważa się jego studia na Akademii Wileńskiej, być może w aktach uczelni pod rokiem 1650 figuruje inna osoba o tym samym imieniu i nazwisku.

## Życiorys
Wykształcony m.in. w Niderlandach, dokąd został wysłany przez króla Władysława IV. W roku 1651 był uczniem Akademii Wileńskiej, 7 czerwca 1651 r. zdał egzamin i uzyskał tytuł magistra sztuk wyzwolonych i filozofii. Odebrał szerokie wykształcenie humanistyczne, a poza językiem polskim znał jeszcze przynajmniej: litewski, łacinę i grekę, a być może także francuski.
Na pewno brał udział w oblężeniu Białej (22.03–27.05.1634), nic nie wiadomo o jego dalszym udziale w odsieczy smoleńskiej. Być może wziął także udział w bitwie pod Ochmatowem (30.01.1644), którą opisywał stosując narrację w pierwszej osobie. Przed 1646 r. przebywał za granicą – na pewno był w Niderlandach, służył w armii Prowincji pod dowództwem Wilhelma Henryka, ze wzmianek autora można przypuszczać, że brał udział w oblężeniu twierdz Hulst (prowincja Zelandia) i Murspey.
Do kraju powrócił na polecenie Władysława IV. W 1646 pełnił funkcję inżyniera artylerii z miesięcznym uposażeniem 100 zł. Na początku 1648 r. Siemienowicz przebywał u boku króla, przedstawiając mu rejestr „potrzeb artyleryjskich” niezbędnych na wyprawę przeciwko Chmielnickiemu. Gdy (prawdopodobnie przed 20 kwietnia) zmarł zastępca generała Korpusu Artylerii Koronnej Krzysztofa Arciszewskiego, na jego miejsce awansował oberster-lejtnant Siemienowicz.
W 1650 opublikował w Amsterdamie fundamentalne dzieło Artis Magnae Artilleriae pars prima (Wielkiej sztuki artylerii część pierwsza), przez prawie 200 lat podstawowy podręcznik artylerii w Europie. Pierwodruk (po łacinie) wydano w roku 1650; późniejsze wydania, kolejno: po francusku w 1651 r., po niemiecku w 1676 r. i po angielsku w roku 1729. Prawdopodobnie Siemienowicz napisał również drugą część pracy, która jednak nie została odnaleziona. 
W 1963 ukazało się w Polsce rocznicowe, dwujęzyczne wydanie (w języku oryginału oraz w polskim przekładzie) w nakładzie 1000 egzemplarzy.
W swoim podręczniku Kazimierz Siemienowicz omówił między innymi technologię wytwarzania rakiet, w tym rakiet wielostopniowych oraz konstrukcję skrzydła typu delta. Konstrukcje pierwszych wystrzelonych w XX w. w kosmos rakiet Sputnik 1 i Explorer 1 zgodne były z ideą przedstawioną trzy wieki wcześniej przez Siemienowicza, a jeszcze wcześniej opisanej przez Conrada Haasa.

## Upamiętnienie
W 1962 r. Aeroklub Polskiej Rzeczypospolitej Ludowej zorganizował w Krakowie pierwsze ogólnopolskie (i pierwsze w Europie) Zawody Rakiet Amatorskich o puchar im. Kazimierza Siemianowicza. Puchar ufundował warszawski dziennik „Słowo Powszechne”. Jego imieniem nazwano ulicę na krakowskim Płaszowie i warszawskim Bemowie.